# گابریل ناروتوویتس
گابریل ناروتوویچ (لهستانی: Gabriel Narutowicz؛ ۱۷ مارس ۱۸۶۵ – ۱۶ دسامبر ۱۹۲۲) یک سیاست‌مدار اهل لهستان و اولین رئیس‌جمهور جمهوری دوم لهستان بود.
وی در سال ۱۹۲۲ و در هفته اول ریاست‌جمهوری‌اش در ورشو ترور شد.